# Accelerator (Royal Trux)
Accelerator è il settimo album in studio di Royal Trux. È stato originariamente pubblicato su Drag City nel 1998. Ha raggiunto la posizione 32 nella classifica UK Independent Albums.
Stephen Thomas Erlewine di AllMusic ha dato all'album 4,5 stelle su 5, dicendo, "Royal Trux ha raramente avuto sia il loro scrittore dei testo che il rumore sotto il loro controllo come fanno qui, e il risultato è pura dinamite - forse il loro miglior album fino ad oggi."
NME l'ha nominato l'8 ° miglior album del 1998. Pitchfork lo ha inserito al numero 29 della lista "50 Best Albums del 1998".
Su Metacritic, che assegna un punteggio medio ponderato su 100 alle recensioni dei critici mainstream, la ristampa del 2012 dell'album ha ricevuto un punteggio medio di 83 su 100 basato su 10 recensioni, indicando "un plauso universale".

## Tracce
1. I'm Ready – 3:54
2. Yellow Kid – 2:10
3. The Banana Question – 3:43
4. Another Year – 4:03
5. Juicy, Juicy, Juice – 5:34
6. Liar – 2:48
7. New Bones – 4:47
8. Follow the Winner – 3:24
9. Stevie (for Steven S.) – 4:53